# 헤일리 핫셀호프
헤일리 해슬호프(Hayley Hasselhoff, 1992년 8월 26일 ~ )는 미국의 배우, 모델이다.
로스앤젤레스에서 태어났다.

## 출연 작품
- HUGE